# Fendeur de bois
Vous lisez un « bon article » labellisé en 2023.
Ne doit pas être confondu avec Fendeuse de bûche.
Un fendeur de bois, anciennement merrandier, et à notre époque fendeur ou fendeuse de merrains, est un professionnel du bois dont l'activité consiste à fendre — et non scier — dans la longueur des segments de troncs de bois dur (chêne principalement), des grumes, et à les travailler afin d'obtenir des douelles pour la tonnellerie. Il s'agit d'un très vieux métier qui a suivi l'évolution des techniques au cours des âges, et qui correspond en France au XXIe siècle à un emploi qualifié dans un secteur économique très actif.

## Des origines au début duXXesiècle: un artisanat traditionnel

### Définition
Sous l'Ancien Régime, le Dictionnaire de la langue françoise, ancienne et moderne de Pierre Richelet, définit ainsi un fendeur de bois  : « un homme qui gagne sa vie à fendre du bois. Le fendeur ne se sert pour fendre du bois que d'un maillet, de coins de fer, & d'une hache ».
Selon le Dictionnaire du monde rural (1997) de Marcel Lachiver, un fendeur est un « ouvrier qui fend du bois, des ardoises, des billes de bois de chêne ou de châtaignier pour fabriquer du merrain qui ne se scie pas ».

### Histoire
Il est probable que la fabrication des tonneaux — et donc des douelles nécessaires à cette fabrication — remonte à des époques très anciennes, les traces de leur existence en Gaule romaine au Ier siècle apr. J.-C. étant déjà nombreuses.

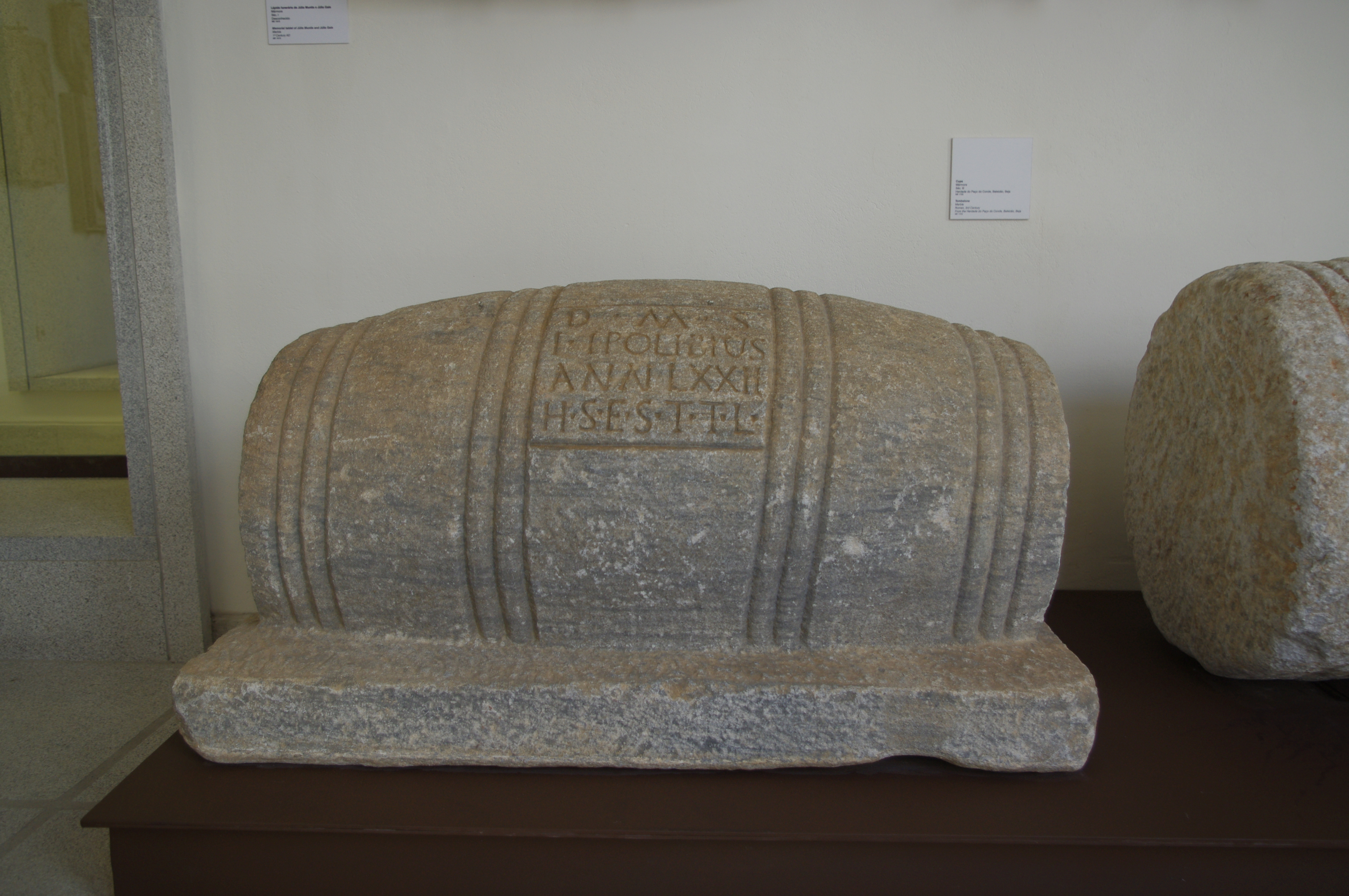
Pierre tombale romaine sculptée en forme de tonneau, utilisée pour la sépulture d'un vigneron,, région d'Alentejo, Portugal.

Il est néanmoins difficile de trouver des indices écrits de l'existence du métier de fendeur de merrains avant le XVIIe siècle : un contrat signé en 1665 à Valençay, dans le Berry (France), entre le marchand de bois Moreau et une maîtresse de forges stipule que celle-ci ne pourra utiliser le bois d'une coupe qu'après « que ledit Moreau aura tiré le bois propre à faire sciage, écarissage et fendage ».
Autre témoignage, un demi-siècle plus tard, de ce métier transmis par un apprentissage coûteux, durant jusqu'à cinq années et utilisant des outils de valeur : en Angoumois, le 30 juin 1719, Jean Breton, « garçon fendeur », cède par un acte notarié à son frère Marc, maître fendeur, tous ses droits mobiliers et immobiliers « pour demeurer quitte envers ledit Marc, son frère, de ce quil luy pouvoit debvoir pour luy avoir montré et enseigné le mestier de fendeur […], moyennant en outre que ledit Marc a délivré ce jourd’huy audit son frère tous les outils qu’il se servoit pour sondit métier de fendeur ».

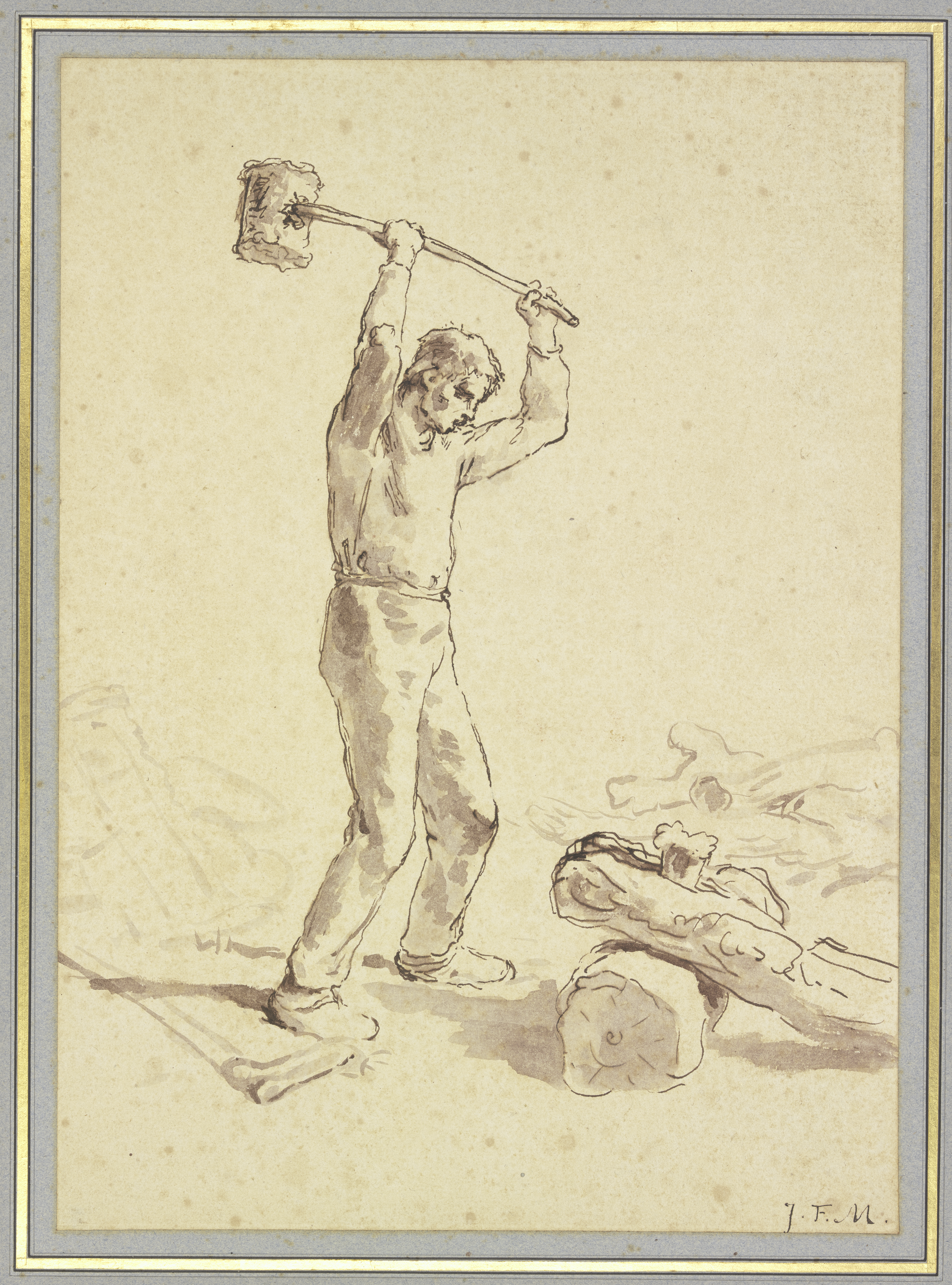
J.-F. Millet (1814-1875), Le fendeur de bois.

Au XIXe siècle, la franc-maçonnerie a bien intégré la corporation des fendeurs, comme en témoigne ce « cantique coignard », chant maçonnique non dénué de doubles sens, tiré du Rituel de la Maçonnerie forestière, recueilli en 1881 : 
Les Fendeurs
| Mes chers amis, braves fendeurs, Que la hache rassemble, Est-il de plaisirs plus flatteurs Que de bien fendre ensemble ? Aimons et buvons, Chantons et fendons, C'est notre loi suprême ; Dans ces sombres lieux, À qui fend le mieux, Donnons le diadème. | Selon le bois, un bon fendeur, Ménage son adresse. Les uns veulent de la raideur. D'autres de la souplesse. Toujours, à droit fil, Posez votre outil, Si vous voulez bien fendre ; Le coin bien trempé, Bien mis, bien frappé, Le bois devra se rendre. […] | Le chêne résiste souvent ; Tant mieux pour la victoire. Les fendeurs, comme les amants, Sont amis de la gloire. Que l'outil, d'abord, Caresse le bord De l'écorce revêche ; Le coin s'affermit, Le bois s'attendrit Et le fendeur fait brèche. […] |

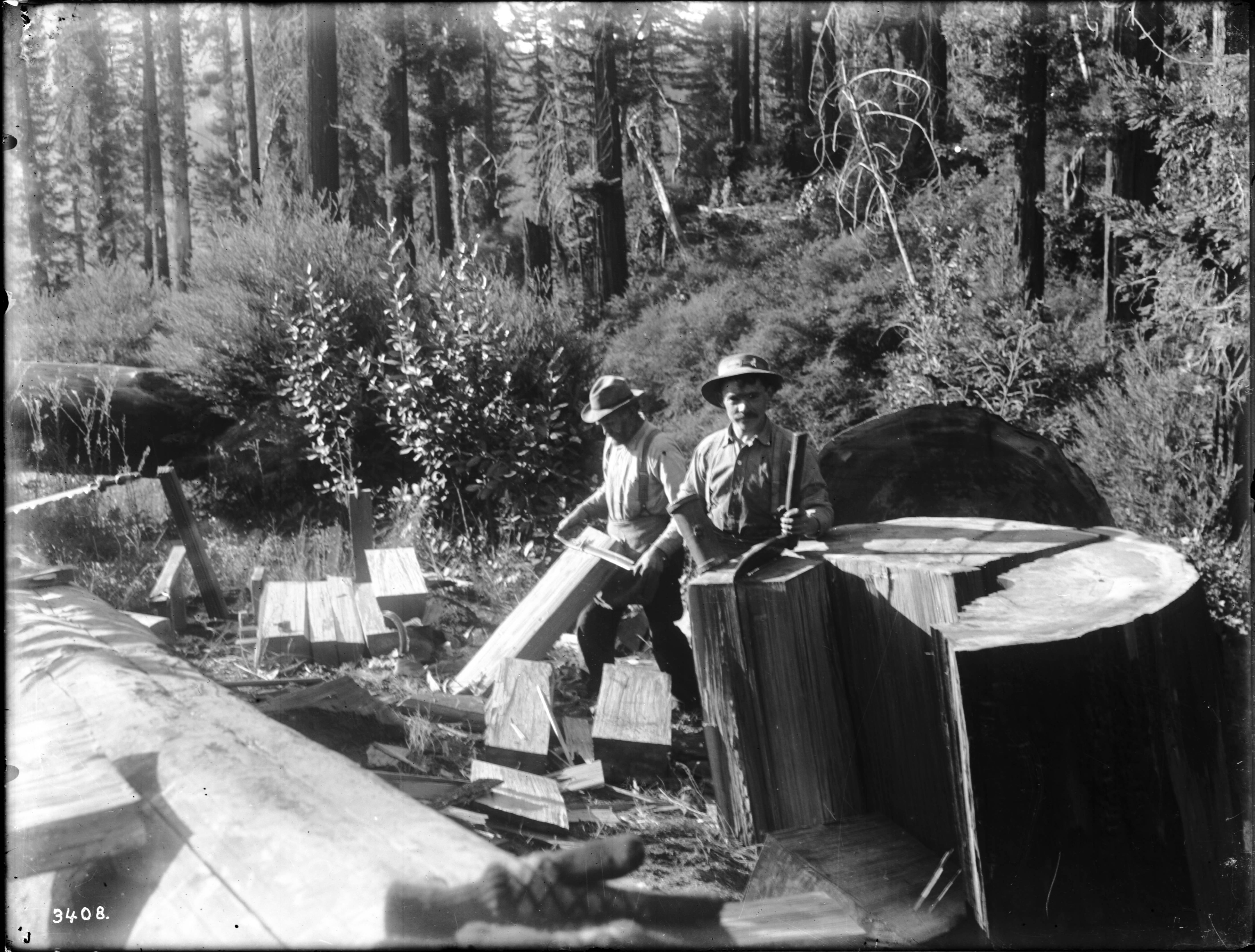
Californie vers 1900 : deux fendeurs travaillant avec départoir et plane du bois de cèdre pour faire des tavaillons, dans des conditions analogues à celles décrites pour la France.

Jusqu'au début du XXe siècle, le métier s'exerce essentiellement dans la forêt elle-même, où les fendeurs abattent des chênes et débitent leurs troncs en segments afin de confectionner les douelles. Ils vivent alors continuellement dans la coupe, sur le « chantier », après avoir construit leur loge, cabane temporaire faite de branches et de fougères où ils abritent leur nourriture et leurs outils, et où ils dorment sur un lit de paille et d'herbe,. Les fendeurs travaillent à deux hommes de la même famille, ordinairement un père et son fils ou deux frères.

Pendant la saison de la fende (hiver et temps des moissons exclus), les journées de travail peuvent durer jusqu'à dix-huit heures, commençant avant le jour par le sciage d'un tronc en sections dont l'amorce est repérée au toucher (des entailles ayant été pratiquées la veille), pour durer jusqu'à la nuit tombée, en finissant la mise en forme des douelles devant la loge, à la lumière d'un feu de bois. En contrepartie de cette existence dure et de ce travail très qualifié, les fendeurs sont bien rétribués, mieux que les paysans, et peuvent se constituer « un petit bien » pour leurs vieux jours.

### Description
L'activité du fendeur ne doit pas être confondue avec celle du scieur de long : il ne s'agit pas d'obtenir des planches en sciant dans la longueur un billon (une section de tronc) de chêne, mais de fendre celui-ci en deux moitiés en écartant les fibres sans les trancher à l'aide de coins et d'un merlin, pour diviser de même ces moitiés en quartiers avec un grand départoir et un lourd maillet de bois. Ces quartiers sont ensuite taillés avec principalement une plane pour obtenir la douelle ; celle-ci, du fait de la technique mise en œuvre, sera imperméable, contrairement à une planche. Pour 3 m3 de grume, on obtient environ 1 m3 de merrain.

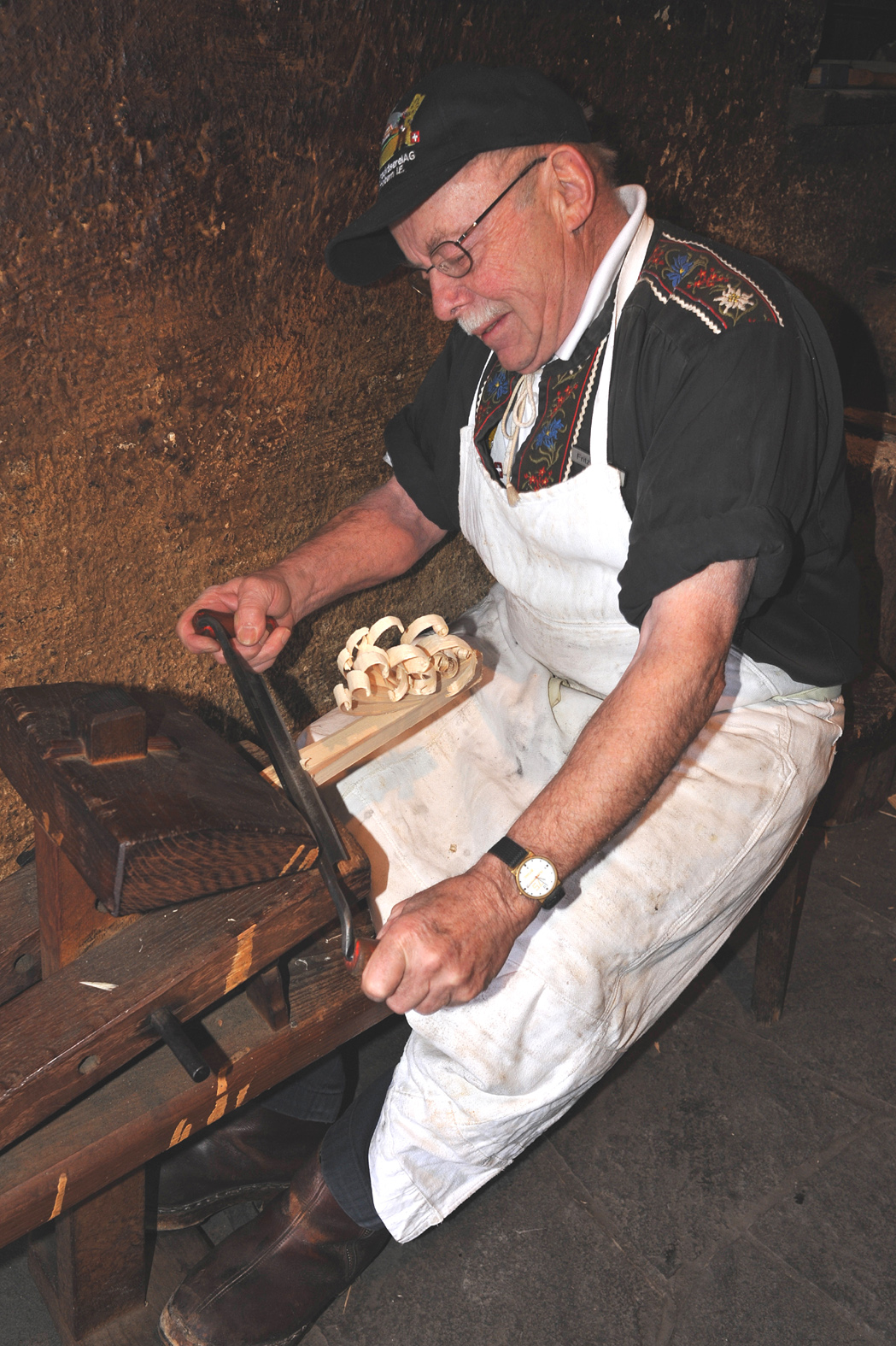
Exemple d'utilisation d'une plane.
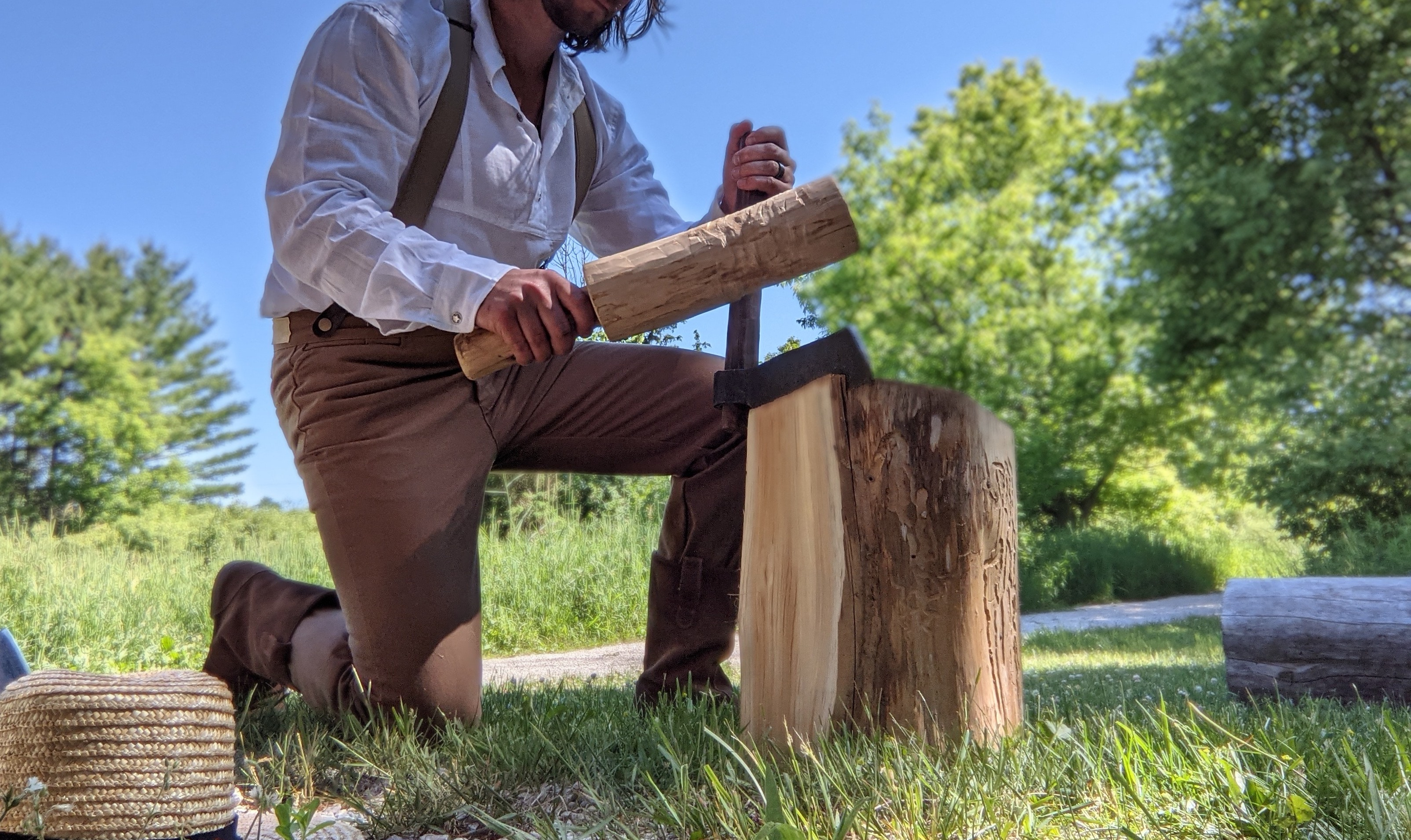
Un petit départoir en action (ici, réalisation de tavaillons).
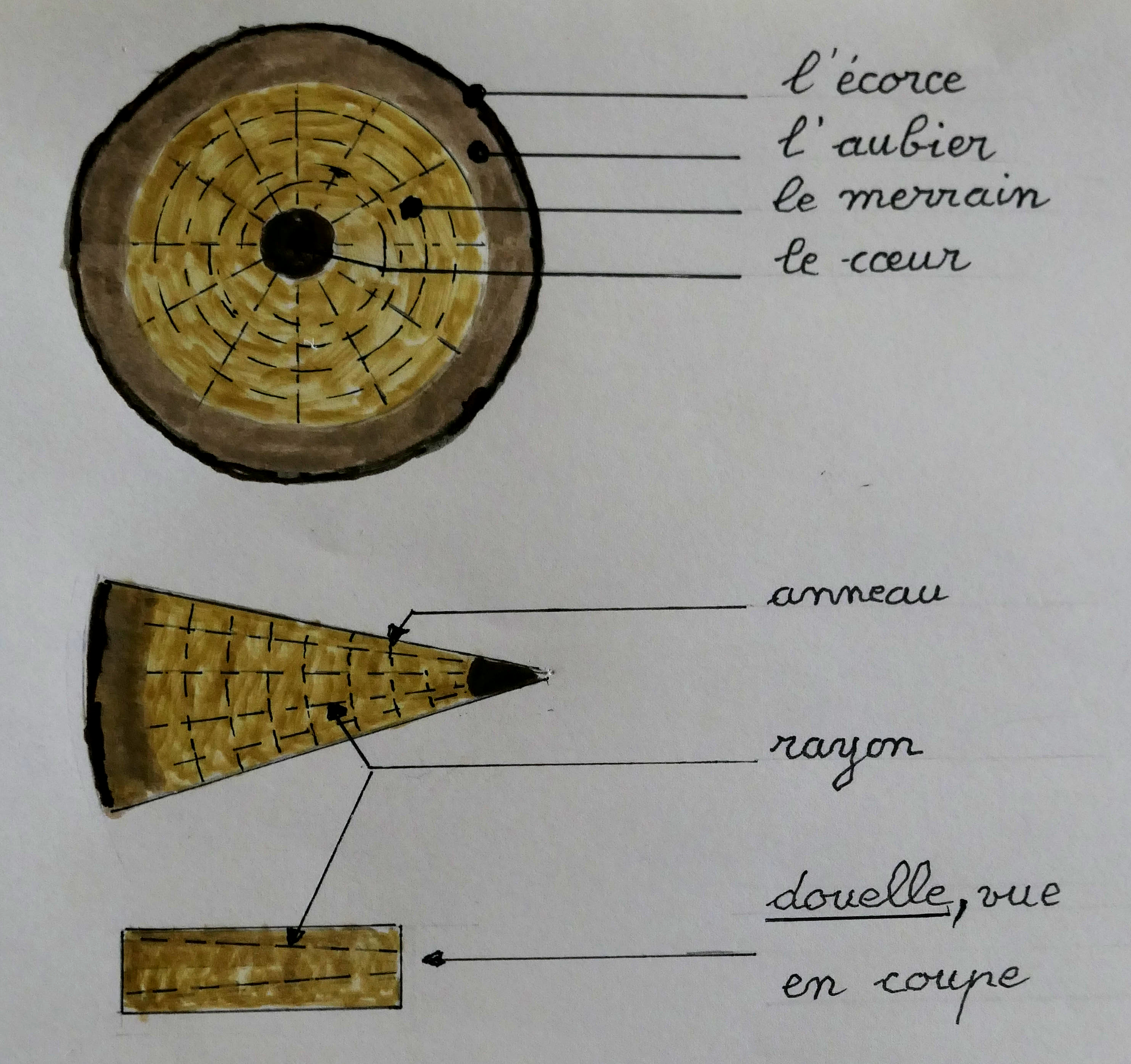
Coupes d'un tronc, d'un quartier et d'une douelle : rayons (perméables) et anneaux de croissance (imperméables).
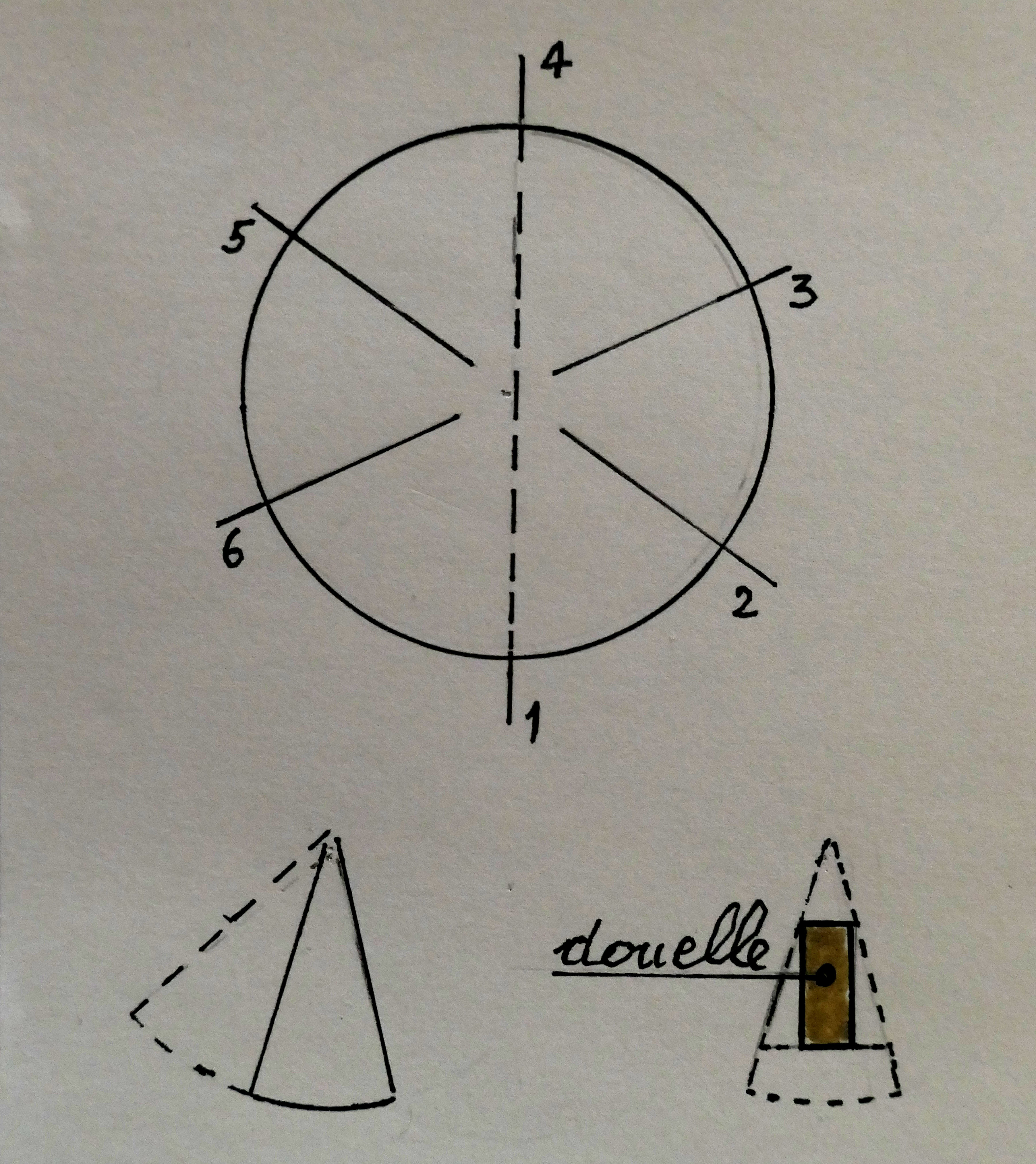
Lignes de fendage et de découpe permettant d'obtenir une douelle étanche.
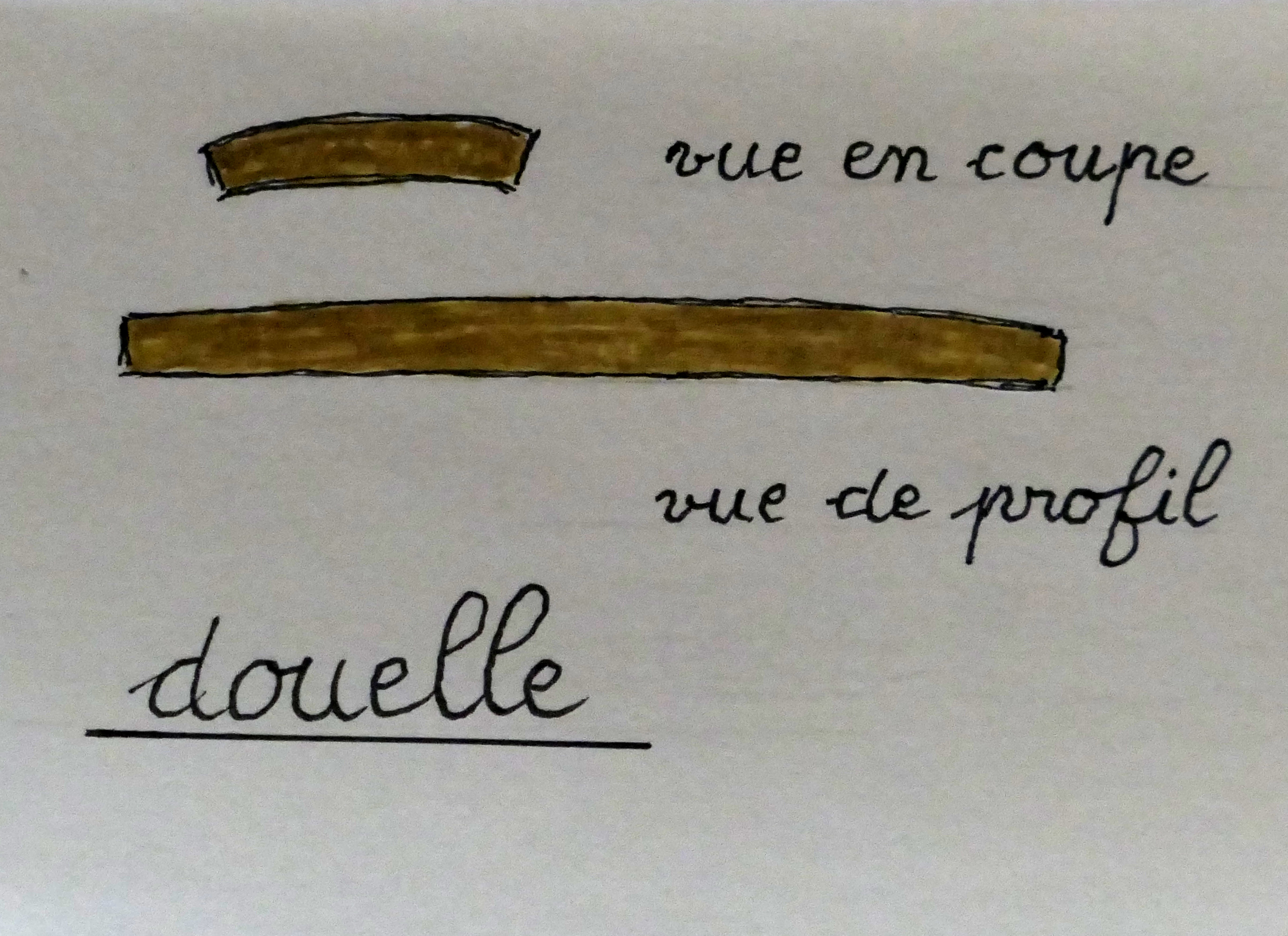
Douelle pour tonneau terminée : vues en coupe et profil (la surface extérieure est légèrement convexe dans les deux sens).

## XXeetXXIesiècles: intégration au monde industriel

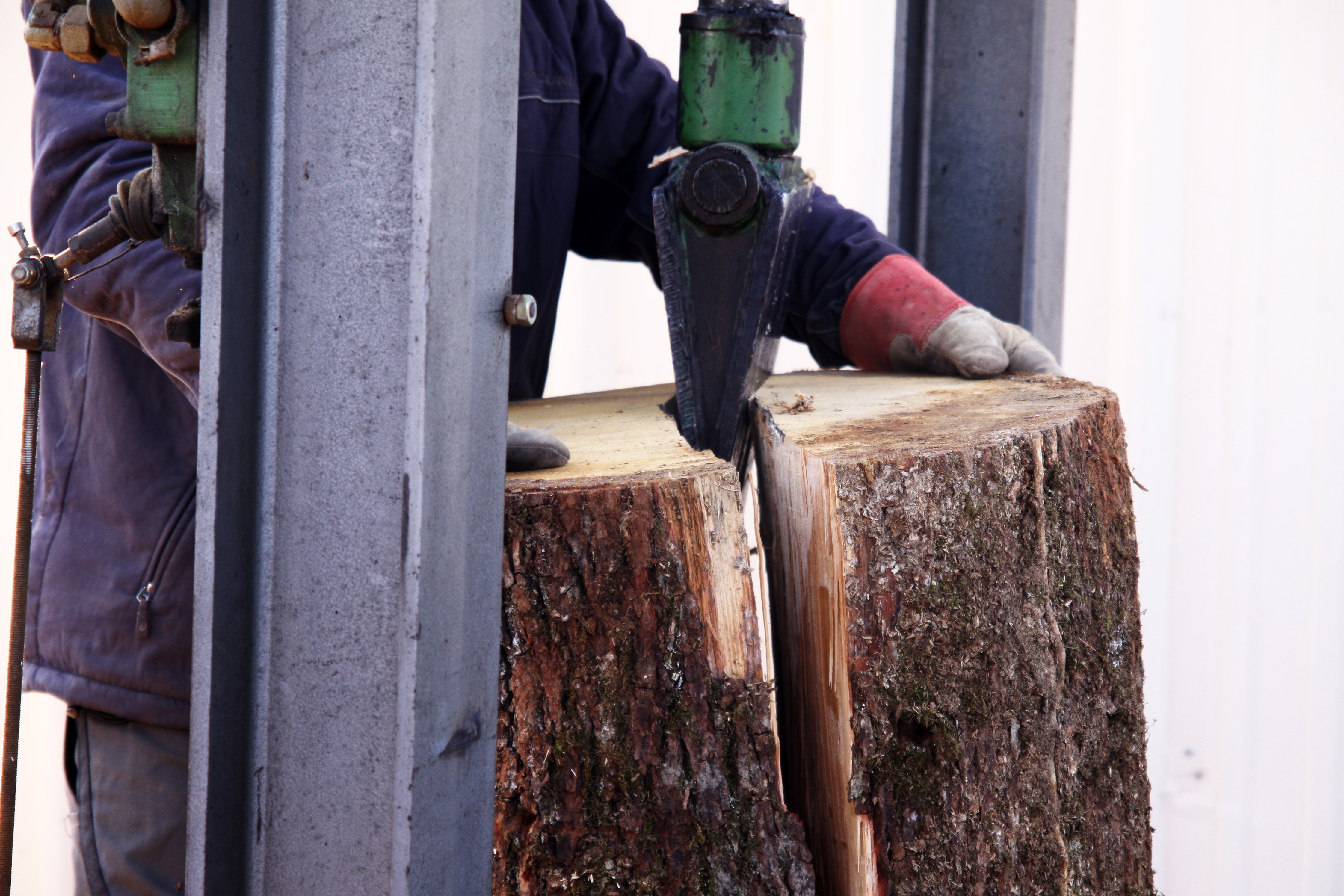
Segment de tronc fendu avec le coin d'une fendeuse hydraulique.

La demande de douelles de qualité, indispensables à la confection de fûts de chêne pour la vinification haut de gamme et la production de cognacs de prestige, ne s'est pas démentie et reste élevée en France ; ainsi le métier continue d'avoir sa place dans la filière bois, tout en suivant les progrès des techniques et de l'outillage ainsi que l'évolution de la réglementation concernant les conditions de travail : au XXIe siècle la confection des douelles est réalisée dans l'entreprise nommée merranderie à l'aide de machines comme la fendeuse hydraulique, mais l'habileté du fendeur reste toujours requise. La profession est répertoriée officiellement sous le nom de « Fendeur / Fendeuse de merrains », et fait l'objet d'une fiche ROME dans la catégorie « Première transformation de bois d’œuvre » sous le code H2205, où l'on peut trouver à la rubrique Compétences spécifiques : « Fendre une grume à merrain ». Une fiche métier qui détaille l'ensemble de l'activité « Fendeur / Fendeuse de merrain », publiée initialement par l'Agence nationale pour l'emploi (ANPE), est également disponible en 2023 sur des sites de travail temporaire.